# قرار مجلس الأمن التابع للأمم المتحدة رقم 900
قرار مجلس الأمن التابع للأمم المتحدة رقم 900، المتخذ في 4 آذار / مارس 1994، بعد إعادة التأكيد على جميع القرارات المتعلقة بالحالة في البوسنة والهرسك، ناقش المجلس إعادة الخدمات العامة الأساسية والحياة الطبيعية في العاصمة سراييفو وما حولها.
وأشار مجلس الأمن إلى التطورات الإيجابية حول سراييفو كخطوة أولى نحو استعادة السلام في البوسنة والهرسك. كان هناك اتفاق بين البوسنة والهرسك وصرب البوسنة والممثل الخاص للأمين العام على وقف إطلاق النار والأسلحة الثقيلة، وهو اتفاق لقي الترحيب، في ضوء التدابير المتخذة في القرارين 824 (1993) و836 (1993). ومن الأهمية بمكان أن المواطنين والإغاثة الإنسانية يمكن أن يتحركوا بحرية وأن الحياة الطبيعية يمكن استئنافها. لذلك أرسلت المملكة المتحدة والولايات المتحدة بعثة مشتركة إلى سراييفو لتقييم عملية الترميم. ذكر المجلس أن مدينة سراييفو كانت مهمة كعاصمة للبوسنة والهرسك وكمركز متعدد الثقافات والأعراق والديانات.
علاوة على ذلك، رحب القرار بتناوب موظفي قوة الحماية التابعة للأمم المتحدة في سريبرينيتشا وإعادة فتح مطار توزلا الدولي. كان هناك قلق أيضًا من تدهور الوضع في ماجلا وموستار وفيتيز. كما شدد المجلس على أهمية احترام القانون الدولي الإنساني.
تمت دعوة جميع الأطراف إلى التعاون مع قوة الأمم المتحدة للحماية فيما يتعلق بوقف إطلاق النار حول سراييفو والعمل على المساعدة في استعادة الحياة الطبيعية في المدينة. طُلب من الأمين العام بطرس بطرس غالي تعيين مسؤول مدني رفيع لوضع خطة عمل لإعادة الخدمات العامة في منطقة سراييفو، باستثناء بالي. كما طُلب منه إنشاء صندوق استئماني طوعي يمكن للبلدان المساهمة فيه. في غضون أسبوع، طُلب منه الإبلاغ عن طرق تحقيق الأهداف المذكورة أعلاه والتكاليف المتضمنة، وتقديم تقرير خلال 10 أيام عن التطورات المتعلقة بحماية ماجلا وموستار وفيتيز.

## روابط خارجية
- نص القرار في undocs.org